# Only Model A (1912)
Der Only Model A und B von 1912–1913 waren sportliche, US-amerikanische Personenwagen. Hersteller war die Only Motor Car Company in Port Jefferson, Suffolk County, New York. Das Suffolk County liegt auf Long Island.

## Modellgeschichte
Die Only Motor Car Company war 1909 von lokalen Geschäftsleuten gegründet worden. Ihr erstes Modell war der Modell A Racytype Roadster gewesen mit einem ungewöhnlichen Einzylindermotor. Konstrukteur des Sportwagens, der für kurze Zeit auch als Viersitzer angeboten wurde, war der Franzose François Maurice Richard.
Das Fahrzeug verkaufte sich trotz einem attraktiven Preis nicht gut. Richard entwickelte 1912 einen Nachfolger als Vierzylindermodell mit sehr großem Hubraum, hoher Leistung und deutlich längerem Radstand. Das neue Modell erschien von Anfang an in zwei Versionen. Es gab mit dem Model A Raceabout wiederum einen Speedster. Model B war ein Touring. Die Sitzzahl wurde nicht genannt; üblicherweise waren solche Fahrzeuge für fünf Personen ausgelegt. Die Preise waren mit US$ 1.000.- für den Roadster und US$ 1.250.- für den Touring sehr attraktiv angesetzt.
Nach kurzer Produktionszeit entschied sich die Geschäftsleitung, das Fahrzeug unter dem neuen Markennamen Metropol anzubieten. Auch ein neues Unternehmen wurde gegründet, die Metropol Motors Corporation. Neben dem angekratzten Image des Only dürfte die drohende Insolvenz der Hauptgrund für dieses Manöver gewesen sein; ein neues Unternehmen konnte davon unbeeinflusst weiter produzieren. Tatsächlich musste die Only Motor Car Company im Frühling 1913 schließen, ihre Anlagen wurden bereits im Juli an die Maxim Tri-Car Manufacturing Company verkauft, welche dort ihren 1911 vorgestellten und zuvor in Thompsonville (Connecticut) produzierten Tri-Car weiterbauten. Dieses Fahrzeug war recht offensichtlich dem deutschen Phänomobil nachempfunden.

## Technik
Die Only-Vierzylinder waren gegenüber ihren einzylindrigen Vorgängern in vielerlei Hinsicht verbesserte Fahrzeuge, die mit einer beeindruckenden Leistung von 90 bhp (67 kW) bei äußerst günstigen Preisen auf sich aufmerksam machte. Die technischen Daten der Only-Vierzylindermodelle sind leider nur unvollständig verfügbar. Mehrfach belegt ist aber, dass sie sehr eng verwandt mit dem Nachfolger Metropol Model C sind. Die Quellenlage ist bei Metropol besser. Wo die Quellen keine anderen Vorgaben liefern, wurden daher die technischen Daten entsprechend für beide Baureihen verwendet. Konstrukteur aller Only- und Metropol-Fahrzeuge war François Maurice Richard, der später auch für den RiChard und den La Marne verantwortlich war.

### Motor
Der Motor war als sehr großer, wassergekühlter Vierzylinder ausgelegt. seitliche Ventile werden von einer Quelle genannt, eine andere präzisiert dies für den Nachfolger Metropol Model C mit gleichen Motordaten als T-Kopf-Steuerung. Dies ist eine damals für Hochleistungsmotoren durchaus übliche Variante der Seitensteuerung mit Ein- und Auslassventilen auf einander gegenüber liegenden Seiten des Motorblocks. Die Bohrung betrug 4¼ Zoll (ca. 108 mm), der Hub ⅞ Zoll (200 mm). Daraus ergab sich ein Hubraum von 446,9 c.i. (7323 cm³). Der Vergaser wurde selber hergestellt, wahrscheinlich nach Richards Patent. Zur Zündanlage des Only fehlen Angaben. Für den Metropol sind zwei Zündsysteme belegt.
Aus dem langhubig angelegten Motor resultierte eine recht niedrige Steuerklasse. Das ist darauf zurückzuführen, dass für deren Berechnung nur die Zylinderbohrung, nicht aber der Hub herangezogen wurde. Diese Daten sind also errechnet, nicht gemessen. Die meisten Quellen nennen ein Rating von 30 PS, eine einzelne 28,9 PS.

### Kraftübertragung
Die Kraftübertragung erfolgte über ein konventionelles Dreigang-Schaltgetriebe, eine Konuskupplung und wahrscheinlich Antriebsketten; darauf deutet zumindest ein Kasten auf dem Trittbrett vor dem hinteren Kotflügel des Metropol hin. Konkrete Angaben fehlen, das war aber auch die damals übliche Kraftübertragung bei Fahrzeugen mit so hoher Leistung. Die modernere Kardanwelle mit Kraftübertragung auf ein Differenzial an der Hinterachse war bereits bekannt, eignete sich aber vorerst nur für leichte Fahrzeuge.

### Fahrgestell und Aufhängung
Zum Only Model A sind kaum Angaben verfügbar. Bekannt ist ein Radstand von 112 Zoll (2845 mm). Die Reifen hatten die Dimension 32 × 3½ und die Fahrzeuge waren Rechtslenker.
Vom Metropol Model C ist bekannt, dass er rundum Halbelliptik-Blattfedern aufwies. und die Hinterachse full floating ausgelegt war. Demnach war sie so konstruiert, dass ihre Halbwellen frei von Querkräften sind. Das äußere Wellenende steckt in der Radnabe.

### Karosserie
Leider liegen keine Illustrationen vor. Bekannt ist, dass Model A Raceabout eine zeittypische "Speedster"-Karosserie hatte und Model B ein Touring war, die damals am meisten verkaufte Bauform.
Die Fahrzeuge wogen um 2200 lbs (1000 kg).

## Modellübersicht
| Modell        | Bauzeit   | Motorbauform, Ventilsteuerung | Hubraum                 | Leistung        | Radstand          | Karosserie        | Preis    |
| ------------- | --------- | ----------------------------- | ----------------------- | --------------- | ----------------- | ----------------- | -------- |
| Model A 30 HP | 1912–1913 | R4, T-Kopf                    | 446,9 cu in (7.323 cm³) | 90 PS (66,2 kW) | 112 in (2.845 mm) | Roadster, 2 Sitze | 1000 US$ |
| Model B 30 HP | 1912–1913 | R4, T-Kopf                    | 446,9 cu in (7.323 cm³) | 90 PS (66,2 kW) | 112 in (2.845 mm) | Touring, 5 Sitze  | 1250 US$ |